# Тугра

Тугра Махмуда II: элементы показаны в порядке выписывания; цветом указано их значение по словам: «Махмуд хан, сын Абдул-Хамида, победоносный навеки»

Тугра, или тогра (араб. طغراء‎, осман. طغراء‎ / tuğra, тур. и крымскотат. tuğra) — персональный знак правителя (султана, халифа, хана), содержащий его имя и титул. Наибольшее распространение получил в Османской империи, где ставился на всех государственных документах, иногда также на монетах и воротах мечетей. Согласно данным Р.Т. Темирбулатова,- «это не только и не столько наименование печати с определенной легендой, а прежде всего- конкретный знак, помещавшийся на печати, монете и медали» (Темирбулатов Р.Т. Тугра // Гербовед, 1996, № 4,  34-37 с., с. 35).
Со времени улубея Орхана I, прикладывавшего к документам оттиск ладони, погружённой в чернила, вошло в обычай окружать подпись султана изображением его титула и титула его отца, сливая все слова в особом каллиграфическом стиле — получается отдаленное сходство с ладонью. Оформляется тугра в виде орнаментально украшенной арабской вязи (текст может быть и не на арабском языке, но и на персидском, тюркских и др.). За подделку тугры в Османской империи полагалась смертная казнь.
Русские цари вплоть до Петра I имели в дипломатическом арсенале именные тугры для закрепления грамот и посланий владыкам мусульманского Востока.

## Тугры османских султанов

Тугра султана Орхана (1324 - 1362)
Тугра султана Мурада I (1362 - 1389)
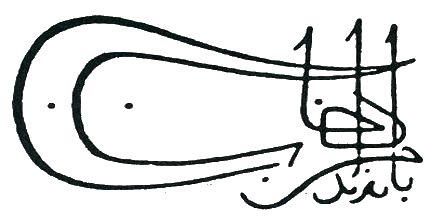
Тугра султана Баязида I Молниеносного (1389 - 1402)
Тугра султана Мехмеда I Челеби (1413 - 1421)
Тугра султана Мурада II (1421 - 1444 / 1446 - 1451)
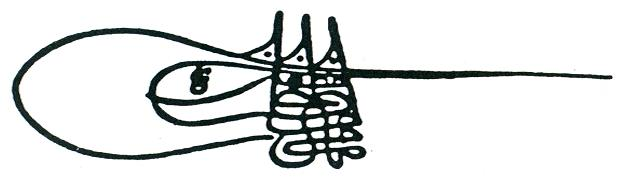
Тугра султана Мехмеда II Завоевателя (1444 - 1446 / 1451 - 1481)
Тугра султана Баязида II Монаха (1481 - 1512)
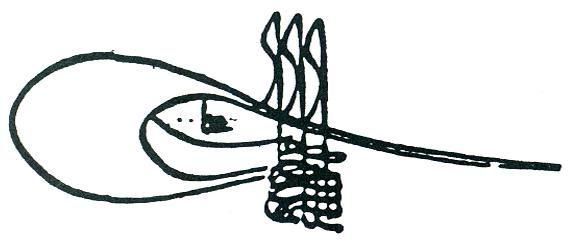
Тугра султана Селима I Грозного (1512 - 1520)
Тугра султана Сулеймана I Великолепного (1520 - 1566)
Тугра султана Селима II Пьяницы (1566 - 1574)
Тугра султана Мурада III (1574 - 1595)
Тугра султана Мехмеда III Кровавого (1595 - 1603)
Тугра султана Ахмеда I (1603 - 1617)
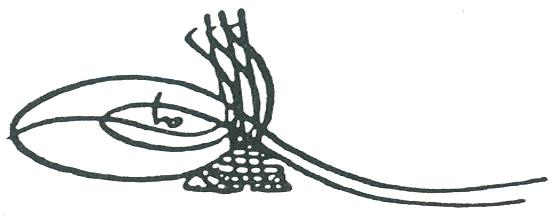
Тугра султана Мустафы I Безумного (1617 - 1618 / 1622 - 1623)
Тугра султана Османа II (1618 - 1622)
Тугра султана Мурада IV Кровавого (1623 - 1640)
Тугра султана Ибрагима I Безумного (1640 - 1648)
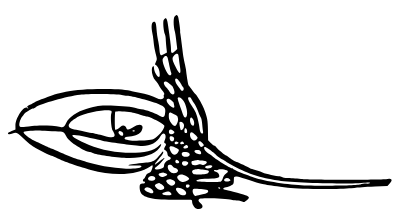
Тугра султана Мехмеда IV Охотника (1648 - 1687)
Тугра султана Сулеймана II (1687 - 1691)
Тугра султана Ахмеда II (1691 - 1695)
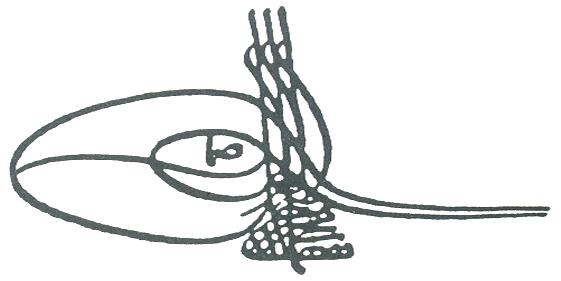
Тугра султана Мустафы II (1695 - 1703)
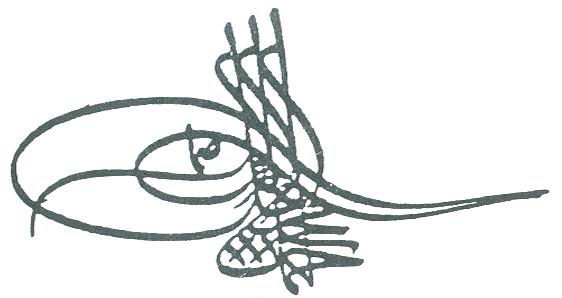
Тугра султана Ахмеда III (1703 - 1730)
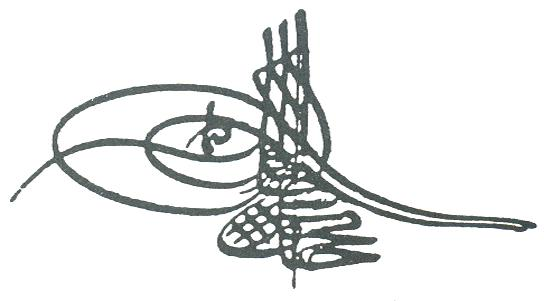
Тугра султана Махмуда I (1730 - 1754)
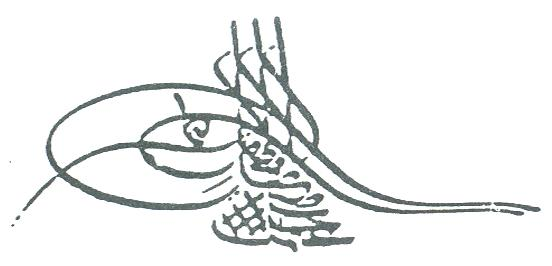
Тугра султана Османа III (1754 - 1757)
Тугра султана Мустафы III (1757 - 1774)
Тугра султана Абдул - Хамида I (1774 - 1789)
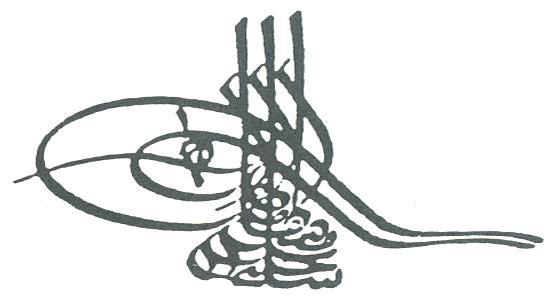
Тугра султана Селима III (1789 - 1807)
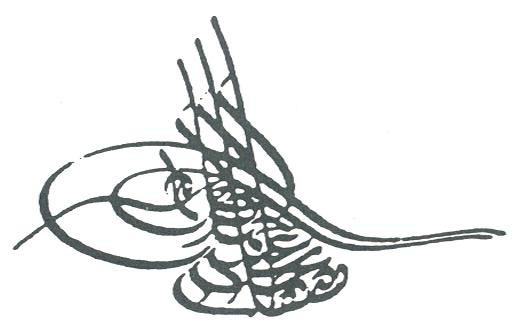
Тугра султана Мустафы IV (1807 - 1808)
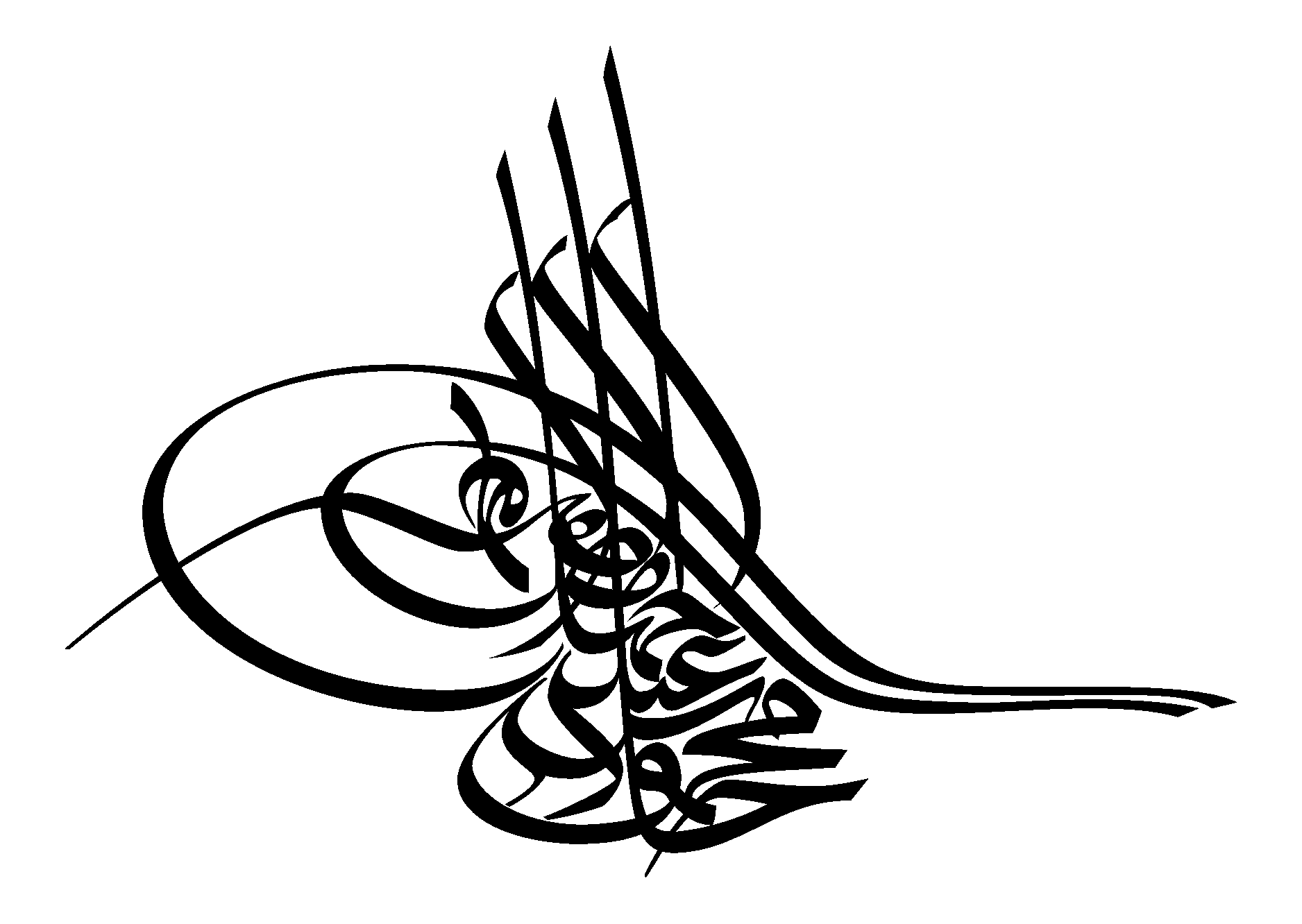
Султана Махмуда II (1808 - 1839)
Тугра султана Абдул - Меджида I (1839 - 1861)
Тугра султана Абдул Азиза I (1861 - 1876)
Тугра султана Мехмеда Мурада V (30.05. - 31.08.1876)
Тугра султана Абдул - Хамида II (1876 - 1909)
Тугра султана Мехмеда V (1909 - 1918)
Тугра султана Мехмеда VI (1918 - 1922)